# Cephaloon pacificum
Cephaloon pacificum is een keversoort uit de familie Stenotrachelidae. De wetenschappelijke naam van de soort is voor het eerst geldig gepubliceerd in 1928 door Van Dyke.